# فرودگاه آزادی
فرودگاه آزادی (ایکائو: OIIA) فرودگاهی در نزدیکی نظرآباد در ایران است. این فرودگاه در صالحیه قرار دارد.